# Jake Knott
Jake Knott (Kansas City, 24 ottobre 1990) è un giocatore di football americano statunitense che gioca nel ruolo di linebacker per i Philadelphia Eagles della National Football League (NFL). Al college giocò a football all'Università statale dell'Iowa.

## Carriera professionistica

### Philadelphia Eagles
Dopo non essere stato scelto nel Draft NFL 2013, Knott firmò con i Philadelphia Eagles. Debuttò come professionista nella vittoria della settimana 1 contro i Washington Redskins mettendo a segno un tackle. La sua stagione da rookie terminò con 12 presenze, nessuna come titolare, e 8 tackle.

## Statistiche
| Partite totali      | 12 |
| Partite da titolare | 0  |
| Tackle              | 8  |
| Sack                | 0  |
| Intercetti          | 0  |

Statistiche aggiornate alla stagione 2013